# Charles Bowden
Charles Clyde Bowden (Jolliet, 20 de julio de 1945 – Las Cruces, 30 de agosto de 2014) fue un escritor, periodista y ensayista estadounidense.

## Carrera
Asistió a la Universidad de Arizona y luego a la Universidad de Wisconsin, donde obtuvo su maestría en historia estadounidense. Más adelante se convirtió en columnista del diario Tucson Citizen y a menudo escribía sobre el suroeste americano. Fue editor de GQ y de la revista Mother Jones, y escribió para otras publicaciones periódicas como Harper's Magazine, The New York Times Book Review, Esquire, High Country News y Aperture.
Bowden fue el ganador del Premio Literario Lannan de no ficción en 1996, y recibió un premio en 2010 otorgado por la organización United States Artists. Creció en Chicago pero vivió la mayor parte de su vida en Tucson, Arizona. Era conocido por sus escritos sobre la situación fronteriza entre los Estados Unidos y México y escribió a menudo sobre los efectos de la Guerra contra las Drogas en la vida de la gente de esa región.
Murió en Las Cruces, Nuevo México, el 30 de agosto de 2014, después de una enfermedad. Le sobrevivieron su hijo y dos hermanos.

## Obras seleccionadas
- The Impact of Energy Development on Water Resources in Arid Lands: Literature Review and Annotated Bibliography (1975)
- Killing the Hidden Waters (1977)
- Street Signs Chicago: Neighborhood and Other Illusions of Big City Life (1981)
- Blue Desert (1986)
- Frog Mountain Blues (1987)
- Trust Me: Charles Keating and the Missing Billions (1988) con Michael Binstein
- Mezcal (1988)
- Red Line (1989)
- Desierto: Memories of the Future (1991)
- The Sonoran Desert (1992)
- The Secret Forest (1993)
- Seasons of the Coyote: the Legend and Lore of an American Icon (1994)
- Frog Mountain Blues (1994)
- Blood Orchid: An Unnatural History of America (1995)
- Chihuahua: Pictures From the Edge (1996)
- Stone Canyons of the Colorado Plateau (1996)
- The Sierra Pinacate (1998)
- Juárez: The Laboratory of our Future (1998)
- Torch Song (1999)
- Paul Dickerson, 1961-1997 (2000)
- Eugene Richards (2001)
- Down by the River: Drugs, Money, Murder, and Family (2002)
- Blues for Cannibals (2002)
- Killing the Hidden Waters (2003)
- A Shadow in the City : Confessions of an Undercover Drug Warrior (2005)
- Inferno (2006)
- Sometimes a Great Notion (2006)
- Exodus/Éxodo (2008)
- Kill the Messenger: How the CIA's Crack-Cocaine Controversy Destroyed Journalist Gary Webb (2006)
- Some of the Dead are Still Breathing: Living in the Future (2009)
- Murder City: Ciudad Juárez and the Global Economy's New Killing Fields (2010)
- Dreamland: The Way Out of Juárez (2010)
- El Sicario: The Autobiography of a Mexican Assassin (2011)
- Dead When I Got Here: Asylum from the madness (2014)